# Acacia trachycarpa
Acacia trachycarpa är en ärtväxtart som beskrevs av Ernst Georg Pritzel. Acacia trachycarpa ingår i släktet akacior, och familjen ärtväxter. Inga underarter finns listade i Catalogue of Life.